# Inácio Maloyan
Inácio (Ignatius) Shoukrallah Maloyan, ICPB (armênio: Իգնատիոս Մալոյան, 8 de abril de 1869 – 11 de junho de 1915) foi o arcebispo católico armênio de Mardin entre 1911–1915. Ele foi torturado e assassinado pela Gendarmaria Otomana durante o genocídio armênio, que foi organizado no vilaiete de Diyarbakır. Maloyan foi beatificado pelo Papa João Paulo II como um mártir em 2001. Sua canonização foi aprovada pelo Papa Francisco em 31 de março de 2025.

## Biografia
Shoukrallah Maloyan nasceu em Mardim, Turquia, então Império Otomano, filho de Melkon e Faridé. Aos quatorze anos, foi enviado por seu pároco ao convento de Bzoummar, Líbano. Após terminar seus estudos superiores em 1896, foi ordenado padre no convento da Igreja de Bzommar, tornou-se membro da Congregação Patriarcal de Bzoummar (ICPB) e adotou o nome de Inácio em memória do mártir de Antioquia. No ano seguinte, o Padre Inácio foi enviado em missão ao Egito, serviu como pároco em Alexandria e Cairo e estudou francês, inglês e hebraico.
O novo Patriarca da Cilícia dos Armênios, Boghos Bedros XII Sabbaghian, o nomeou seu secretário particular em 1904. Devido a uma doença que atingiu seus olhos e uma dificuldade sufocante para respirar, Inácio retornou ao Egito e permaneceu lá até 1910. Diante das dificuldades da Diocese de Mardim, o Patriarca Sabbaghian decidiu enviar o Padre Maloyan para a sé e auxiliar o idoso arcebispo local.

## Episcopado e martírio no genocídio armênio
Em 1 de outubro de 1911, o Sínodo dos Bispos Armênios reunido em Roma o elegeu Arcebispo da Arqueparquia de Mardin. Recebeu a ordenação episcopal em 22 de outubro seguinte, na Igreja de São Nicolau de Tolentino, pelo Patriarca Boghos Bédros XIII Terzian, tendo como principais co-consagradores os arcebispos Avedis Bédros XIV Arpiarian, de Marasc, e Hussig Gulian, emérito de Mardin.
Poucos dias depois retornou à sua cidade natal, logo se destacou por sua proximidade aos problemas materiais, sociais e espirituais de seu rebanho e por sua capacidade de manter boas relações com as mais altas autoridades religiosas e civis do país. A estima e o apreço que recebeu também lhe renderam uma condecoração concedida por decreto do Sultão Mehmet V, mas a eclosão da Primeira Guerra Mundial logo deu lugar a uma perseguição contra a população armênia. Em 30 de abril de 1915, os soldados turcos cercaram o Bispado e a igreja católicos armênios em Mardim, alegando que eram esconderijos para armas; não encontrando nada comprometedor, eles começaram a destruir os arquivos e documentos.
No início de maio, o bispo reuniu seus padres e os informou sobre as ameaças contra os armênios e aconselhando aqueles que não estavam prontos para aceitar o martírio a se colocarem sob a proteção do bispo Inácio Tapouni, vigário apostólico caldeu de Mardim. Em 3 de junho de 1915, soldados da Gendarmaria Otomana arrastaram o bispo Maloyan acorrentado para o tribunal com outros vinte e sete católicos armênios. No dia seguinte, vinte e cinco padres e oitocentos e sessenta e dois fiéis foram mantidos acorrentados. Acusado de ter armas escondidas em sua casa, durante o julgamento, Inácio respondeu que sempre fora um cidadão leal ao governo e o sultão lhe havia concedido um alto reconhecimento honorífico; o chefe da polícia, Mamdooh Bek (ou Mamdouh Bey), pediu ao bispo que se convertesse ao islamismo. O bispo respondeu que nunca trairia Cristo e a Igreja e que estava pronto para sofrer todos os tipos de maus-tratos e até mesmo a morte. Mamdooh Bek o atingiu na cabeça com a parte traseira de sua pistola e ordenou que o colocassem na prisão. Os soldados acorrentaram seus pés e mãos, o jogaram no chão e espancaram. A cada golpe, o bispo era ouvido dizendo "Oh Senhor, tenha misericórdia de mim, oh Senhor, me dê força", e pedia aos padres presentes a absolvição. Com isso, os soldados voltaram a bater nele e extraíram suas unhas dos pés.
Em 9 de junho, sua mãe o visitou. Na audiência final do julgamento, Inácio sustentou que ele e seus irmãos nunca falharam em sua lealdade ao governo, ao mesmo tempo, em que reafirmou que nunca negariam sua fé ou trairiam a Igreja. Ele manteve sua profissão apesar dos maus-tratos e espancamentos aos quais foi submetido repetidamente tanto pelo chefe de polícia quanto por seus soldados. Condenado à morte por alta traição, Inácio recebeu uma segunda chance de salvação, com a condição de que adotasse a religião muçulmana.
No dia 10, os soldados reuniram quatrocentos e quarenta e sete armênios, e foram obrigados a seguir para o deserto. O bispo encorajou seus paroquianos a permanecerem firmes em sua fé, os padres concederam a absolvição aos fiéis, Inácio tirou um pedaço de pão, abençoou a Eucaristia e deu a seus padres para distribuir entre o povo. Depois de uma caminhada de duas horas, famintos, nus e acorrentados, os soldados atacaram os prisioneiros e os mataram diante dos olhos do arcebispo. Após o massacre dos dois comboios, chegou a vez de Maloyan. Mamdooh Bek então pediu a Maloyan novamente para se converter ao islamismo, e diante de mais uma recusa, sacou sua pistola e atirou em Maloyan.

## Processo de canonização
O Arcebispo Ignatius Maloyan foi beatificado na Basílica de São Pedro pelo Papa João Paulo II em 7 de outubro de 2001. Embora o ressurgimento das memórias perdidas de Jacques Rhetoré durante a Guerra do Golfo de 1991 em Mosul tenha certamente contribuído para a evidência do martírio de Maloyan, não é quase certamente uma coincidência que o Vaticano tenha escolhido que a cerimônia de beatificação de Maloyan ocorresse tão logo após os ataques de 11 de setembro.

Num sermão para a ocasião, o Papa João Paulo II disse:
O Arcebispo Inácio Maloyan, que morreu mártir aos 46 anos, nos lembra do combate espiritual de todo cristão, cuja fé está exposta aos ataques do mal. É na Eucaristia que ele tira, dia a dia, a força necessária para realizar seu ministério sacerdotal com generosidade e paixão, dedicando-se à pregação, a uma vida pastoral ligada à celebração dos sacramentos e ao serviço dos mais necessitados. Ao longo de sua existência, ele viveu plenamente as palavras de São Paulo: "Deus não nos deu um espírito de medo, mas um espírito de coragem, de amor e de autocontrole" (II Tim 1,14. 7). Diante dos perigos da perseguição, o Beato Inácio não aceitou nenhum compromisso, declarando àqueles que o pressionavam: "Não agrada a Deus que eu negue Jesus, meu Salvador. Derramar meu sangue pela minha fé é o desejo mais forte do meu coração". Que o seu exemplo ilumine todos aqueles que hoje desejam ser testemunhas do Evangelho para a glória de Deus e para a salvação do próximo. 
O Estado da Cidade do Vaticano comemorou o centenário do martírio do Beato Maloyan com um selo postal emitido em 2 de setembro de 2015. O Pe. Leonard Melki, um padre capuchinho libanês, martirizado ao lado do Arcebispo Maloyan, foi beatificado pelo Papa Francisco em 2022. Na mesma ocasião, foi beatificado o Pe. Thomas Saleh, um maronita capuchinho libanês, martirizado dois anos depois. Em 31 de março de 2025, o Papa Francisco autorizou o decreto do Dicastério para as Causas dos Santos para a canonização do Arcebispo Inácio Maloyan.

Em consistório ordinário público de 13 de junho de 2025, o Papa Leão XIV decretou a data da canonização em 19 de outubro de 2025.